# Rifnik
Rifnik este o localitate din comuna Šentjur, Slovenia, cu o populație de 162 de locuitori.